# Пресняков Максим Сергійович
Максим Сергійович Пресняков (22 травня 1986, Мошни, Черкаська область, Українська РСР — 18 січня 2015, Донецьк, Україна) — капітан Збройних сил України, командир роти 93-ї окремої механізованої бригади, лицар Ордену «Народний Герой України» (посмертно).

## Життєпис
Народився 22 травня 1986 року в селі Мошни Черкаського району Черкаської області. У 2003 році закінчив Мошнівську середню школу із Золотою медаллю.
З 2003 року в Збройних Силах України. У 2007 році закінчив Одеський інститут Сухопутних військ. Служив командиром розвідувального взводу 17-ї окремої гвардійської танкової бригади, потім – командиром розвідувальної роти 93-ї окремої механізованої бригади.
З липня 2014 року брав участь в антитерористичній операції на Сході України.
Загинув під час збройної агресії Росії проти України у боях під Пісками. 18 січня 2015 року група розвідників на чолі с капітаном Пресняковим виїхала на двох бойових машинах піхоти (БМП-2) на допомогу іншій групі, яка потрапила у засідку. По дорозі до місця бою, в районі селища Піски Ясинуватського району Донецької області, розвідники потрапила у засідку. Перша БМП підірвалася на фугасі та була обстріляна з ручного протитанкового гранатомета. В ході бою водій-механік однієї з БМП був поранений та застряг у підбитій машині. Капітан Пресняков кинувся рятувати бойового побратима. Під час обстрілу офіцер загинув, намагаючись витягнути з епіцентру бою пораненого водія-механіка Едуарда Панченка.
21 січня 2015 року похований на кладовищі села Мошни.
Залишилися мати, батько та молодший брат.

## Нагороди та вшанування
- Указом Президента України № 311/2015 від 4 червня 2015 року, «за особисту мужність і високий професіоналізм, виявлені у захисті державного суверенітету та територіальної цілісності України, вірність військовій присязі», нагороджений орденом Богдана Хмельницького III ступеня (посмертно)[4].
- Указом № 1 від 4 червня 2015 року нагороджений відзнакою «Народний Герой України» (посмертно)[5].
- Нагороджений Почесною відзнакою «За заслуги перед Черкащиною» (посмертно).
- У травні 2015 року в селі Мошни на фасаді будівлі загальноосвітньої школи (вулиця Савченка, 39), де навчався Максим Пресняков, йому відкрито меморіальну дошку.
- Вшановується в меморіальному комплексі «Зала пам'яті», в щоденному ранковому церемоніалі 18 січня[6][7].